# Don’t Hug Me I’m Scared
Don’t Hug Me I’m Scared (kurz DHMIS) ist eine britische Webserie, die von den Filmemachern Rebecca Sloan und Joseph Pelling produziert wird. Es entstanden zunächst sechs Folgen, die zwischen 2011 und 2016 auf YouTube und Vimeo veröffentlicht wurden. 2022 folgte eine TV-Staffel mit sechs Episoden auf Channel 4. Die Serie kombiniert Puppenspiel und Computeranimation mit humorvollen Horror-Elementen.

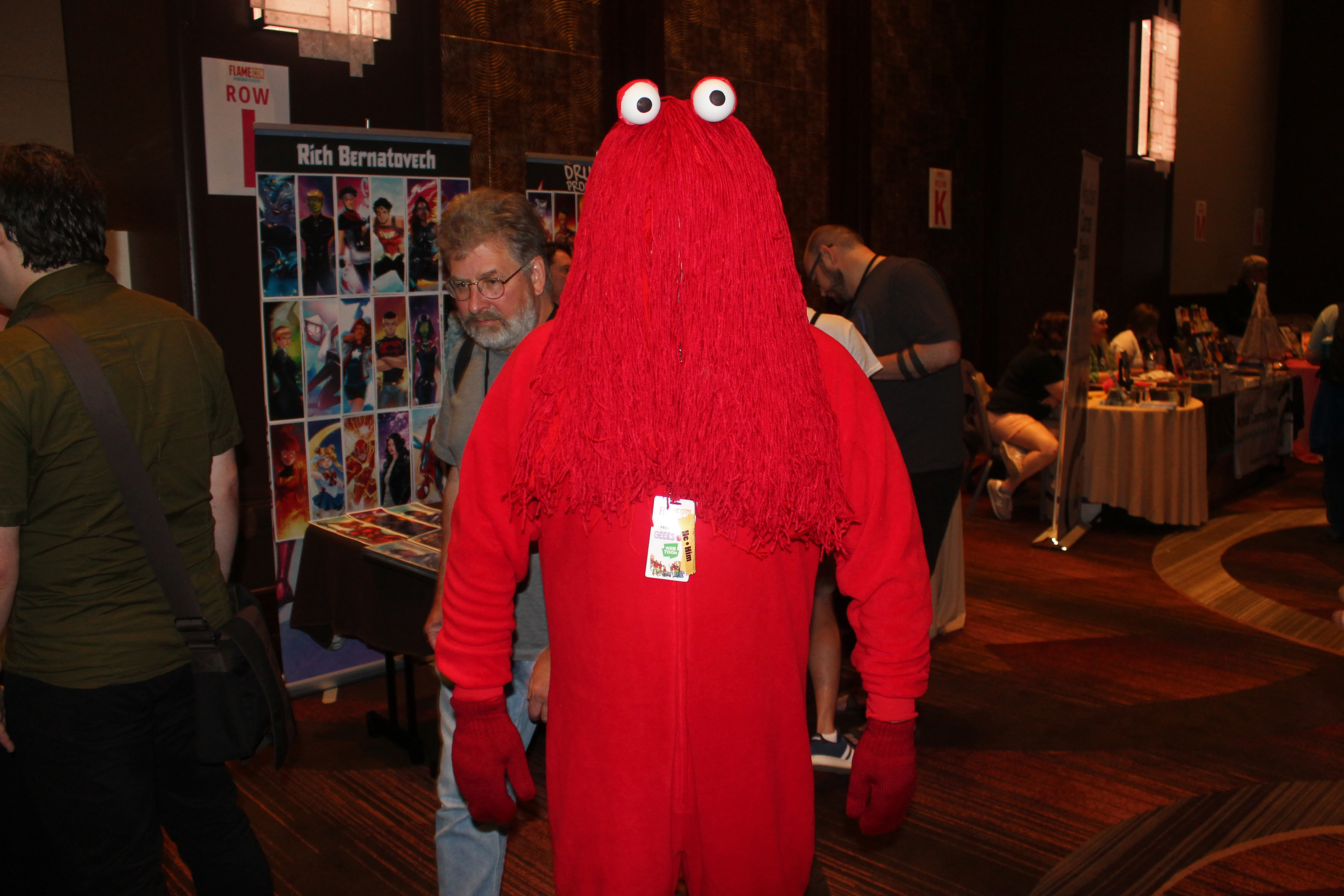
Cosplay von Red Guy (2019)

## Inhalt
Das Grundkonzept jeder Episode ist, dass die Hauptcharaktere Yellow Guy, Red Guy und Duck Kinderlieder über alltägliche Themen singen. Im Laufe des Liedes wird oftmals deutlich, dass die Moral oder Botschaft unsinnig oder widersprüchlich ist und dass der erzieherische Hintergedanken zumeist negativ-finstere Motive hat. Der Höhepunkt jeder Episode beinhaltet ein Schockelement, teilweise auch mit Gewaltandeutung.

## Produktion

### Webserie
Sloan und Pelling lernten sich während ihres Studiums der bildenden Kunst bzw. Animation an der Kingston University kennen, wo sie mit einigen Freunden das THIS-IS-IT-Kollektiv gründeten. Sie produzierten die erste Folge von Don’t Hug Me I’m Scared in ihrer Freizeit und luden sie im Juli 2011 auf YouTube hoch. Als sie mit dem Projekt begannen, stellten sie sich vor, daraus eine Serie zu machen, ließen die Idee jedoch nach Abschluss der ersten Episode zunächst fallen. Nachdem der Kurzfilm an Popularität gewann, fassten sie diese Idee erneut auf. Die Channel 4's Random Acts haben die zweite Folge in Auftrag gegeben.
Für die Finanzierung der restlichen Serie starteten die Macher im Mai 2013 eine Fundraising-Kampagne auf Kickstarter, die bis Juni 2014 rund 100.000 Pfund sammelte. Insbesondere der Webvideoproduzent Thomas Ridgewell zeigte sich von dem Konzept begeistert und wurde nach seiner Spende von 5.000 Pfund zu einem Executive Producer der Webserie.

### Fernsehserie
Am 19. Juni 2017, ein Jahr nach der Veröffentlichung von Episode 6, deutete Sloan in einem Tweet auf zusätzliche Arbeiten in der Serie Don’t Hug Me I’m Scared hin. Im September 2018 wurde auf dem Kanal ein Teaser-Trailer mit dem Titel „Wakey Wakey ...“ veröffentlicht. Die darin angekündigte Pilotfolge der Show wurde auf dem Sundance Film Festival 2019 aufgeführt.
Daraufhin wurde das Projekt mehrmals verschoben, bis Becky Sloan im September 2021 bekanntgab, die Serie fertig gedreht zu haben. Am 19. Juni 2022 wurde ein Teaser mit dem Titel „Fly“ veröffentlicht, in dem das „Channel 4“-Zeichen als Ausstrahlungsort eingeblendet wird. Eine Veröffentlichung von sechs neuen Folgen war für den 12. September im hauseigenen „All 4“-Streamingdienst geplant, bis die Serie infolge des Todes von Elisabeth II. in den späten September verschoben wurde. Am 23. September 2022 wurde schließlich die erste Episode mit dem Thema Jobs gezeigt. Mit rund 25 Minuten ist sie, wie die restlichen Folgen der Staffel, deutlich länger als die ursprünglichen Webserien-Videos. Die weiteren Folgen behandeln die Themen Tod, Familie, Freundschaft, Transport und Elektrizität. Vom Stil her sind sie an die YouTube-Videos angelehnt.

## Episodenliste
| Episode | Originaltitel       | Veröffentlichung |
| --- | ------------------- | --- |
| 1 | Creativity          | 29. Juli 2011 (YouTube) |
| Am 19. Juni sitzen die drei Hauptfiguren Yellow Guy, Red Guy und Duck schweigend an einem Frühstückstisch, bis ein Notizbuch zum Leben erwacht und singt. In dem Lied soll es um verschiedene Formen der Kreativität gehen, das Buch gibt aber zunehmlich widersprüchliche Aussagen von sich und zerstört absichtlich die Kunst von Yellow Guy. Im Höhepunkt tanzen die Figuren zu hektischer und dissonanter Musik, begleitet von Aufnahmen von Eingeweiden und einem von Glitzer besprenkelten Herzen. Zum Ende erklärt das Notizbuch, dass man nie wieder kreativ sein solle. |                     | |
| 2 | Time                | 8. Januar 2014 (YouTube) |
| Die Hauptfiguren warten vor einem Fernseher auf den Beginn ihrer Lieblingssendung, als eine Uhr namens Tony aus der Wand steigt und anfängt, ein Lied über das Vergehen der Zeit zu singen. Besonders Red Guy und Duck hinterfragen aber bald Tonys Aussagen, woraufhin er sie anschreit und altern lässt, bis ihre Körper zerfallen. Zum Ende sitzen die Puppen wieder in ihrer anfänglichen Position. |                     | |
| 3 | Love                | 31. Oktober 2014 (YouTube) |
| Bei einem Picknick tötet Duck einen Käfer, was Yellow Guy traurig macht. In seiner Panik rennt er davon und trifft den Schmetterling Shrignold, der ihn in eine Welt der Liebe mitnimmt. Yellow Guy wird hier von mehreren Tieren erklärt, dass Liebe nur von ihrem Anführer „King Malcolm“ stammen kann. Im Höhepunkt drängen die Tiere ihn dazu, seine vorherige Erinnerungen zu löschen und ihrer Sekte beizutreten. Yellow Guy weigert sich und erwacht wieder auf der Erde, wo Red Guy und Duck ihn gesucht haben. |                     | |
| 4 | Computers           | 15. März 2015 (YouTube) |
| Die Protagonisten spielen ein Gesellschaftsspiel und möchten mehr über die Welt erfahren, als ein Globus zum Leben erwacht. Bevor dieser aber mit seinem Lied anfangen kann, mischt sich ein Computer ein und singt davon, welche neuen Möglichkeiten es in der digitalen Welt gibt. Während Duck und Yellow Guy im Computer gefangen sind, findet Red Guy einen Ausgang und kann aus dem Set fliehen. Er findet eine billige Nachbildung der ersten Episode, wird aber von einer Computerstimme für „nicht eingeladen“ erklärt. Sein Kopf explodiert. |                     | |
| 5 | Health              | 14. Oktober 2015 (YouTube) |
| Yellow Guy und Duck sind in einer Küche, Red Guy ist nirgends zu sehen. Die zwei verbleibenden Figuren bemerken, dass irgendetwas etwas fehlt, können es sich aber nicht genauer erklären. Ein Steak und mehrere Lebensmittel singen ein Lied über den Stellenwert einer gesunden Ernährung, verwickeln sich aber ihrerseits in unsinnige und falsche Aussagen über die Einordnung von Essen und Abläufe der Verdauung. Zweimal klingelt das Telefon, Duck kann aber niemanden auf der anderen Seite der Leitung hören. Duck fühlt sich zunehmend bedroht und wirft aus Versehen die Kamera um, wobei man hinter dem Filmset eine gelbe Figur, Roy, erkennen kann. In einem Operationssaal wird Duck von einer großen Dose verschlungen. Yellow Guy bläht sich auf und bemerkt, dass er Fleisch aus einer Dose mit seinem Freund Duck darauf gegessen hat. Als das Telefon ein letztes Mal klingelt, bleibt er aus Angst am Tisch sitzen und hebt nicht ab. |                     | |
| 6 | Dreams              | 19. Juni 2016 (YouTube) |
| Yellow Guy liegt alleine im Bett und weint, da er Duck und Red Guy vermisst. Trotz starker Proteste wird er von einer Lampe in eine animierte Sequenz gezogen, die den Ablauf von Träumen erklären soll. Auch hier ist Roy zu sehen. Als er wieder erwacht, versinkt Yellow Guy in Erdöl. Red Guy ist währenddessen in der realen Welt an einem Arbeitsplatz, der von ihm ähnlich aussehenden Figuren belebt wird. Ihm wird eintönige Büroarbeit wie das Sammeln von Dokumenten vorgeschrieben, kreative Ideen werden von seinen Kollegen und Vorgesetzten deutlich abgewiesen. An einem Abend singt er vor den anderen Arbeitern das Kreativitäts-Lied aus Folge 1, bekommt aber nur Buhrufe als Antwort. Red Guy bemerkt Roy in der Menge, woraufhin das Mikrofon in seiner Hand lebendig wird und mit ihm spricht. Er läuft davon und findet die Maschine, die für Yellow Guys schlimmer werdende Albträume verantwortlich ist. Bevor Roy ihn davon abhalten kann, schaltet Red Guy die Maschine aus und beendet so die Serie. Es folgt eine neue Version der ersten Episode, in der die drei Hauptfiguren mit veränderter Farbe an einem Frühstückstisch sitzen. Der Raum ist insgesamt spärlich ausgestattet und der Kalender wechselt zum ersten Mal das Datum, vom 19. zum 20. Juni. Das Notizbuch beginnt erneut zu singen. |                     | |
| (7) | Pilot (Wakey Wakey) | Nicht Ausgestrahlt (Ein TV-Pilotfilm wurde 2018 produziert und beim Sundance Film Festival 2019 uraufgeführt. Er war Teil des "Indie Episodic Program 1", zusammen mit anderen Kurzfilmen. Die Idee, die sich mit "aktuellen Themen" beschäftigte, wurde später verworfen, und der Trailer wurde vom YouTube-Kanal entfernt. Das Setting, das Sloan teilweise auf South Park zurückführte, hatte nicht "die Zeitlosigkeit und Beklemmung der Originale".) |
| Die Mitbewohner Red Guy, Yellow Guy und Duck leben in der einfache und repetitiven Leben in der zufriedenen, bunten Gemeinschaft von Clayhill. Als der Bürgermeister der Stadt verschwindet, gerät alles in Chaos. |                     | |
| 8 | Jobs                | 23. September 2022 (TV) |
| Da auf ihrem täglichen Zeitplan nichts steht, versuchen Duck und Yellow Guy etwas zu finden, das sie tun können, sehr zum Missfallen von Red Guy. Eine sprechende Aktentasche informiert sie über das Konzept von Jobs und schlägt mehrere vor, die sie machen könnten, bevor er sie in eine "Bits und Teile"-Fabrik transportiert, wo Red Guy versehentlich zum oberen Management befördert wird und Yellow Guy gut zu seinen Kollegen passt. Duck versucht ständig zu gehen, wird jedoch zunächst von Red Guy entlassen und dann vom monströsen Hund namens Carehound gehirngewaschen, um seine Arbeit zu lieben. Als er jedoch zur Arbeit zurückkehrt, stellt er fest, dass alle jetzt 40 Jahre älter sind und eine Abschiedsparty für Yellow Guy feiern. Nachdem Duck Yellow Guys Ruhestandskarte in eine Maschine geworfen und versehentlich dazu geführt hat, dass Yellow Guys Hand in der Maschine eingeklemmt wird, kehrt die sprechende Aktentasche zurück und beendet ihr Lied, indem sie die drei zurück in ihr Haus und in ihre alten Zustände transportiert, während sie Verwirrung darüber ausdrücken, was passiert ist. Die Aktentasche belohnt sie für ihre Arbeit mit einer Münze, die direkt in Ducks Auge landet. |                     | |
| 9 | Death               | 23. September 2022 (TV) |
| Duck liest in der Zeitung, dass er tot ist, weil er vergessen hat, Wasser zu trinken, und als sein Herz aus seinem Körper fällt, ruft es einen sprechenden Sarg herbei, der den Freunden hilft, eine Beerdigung für ihn zu organisieren. Duck nervt jedoch den Sarg, während er unter der Erde begraben ist, und Red Guy versucht währenddessen, einen neuen Freund zu bauen, um ihn zu ersetzen – ein sprechender Klumpen Ton, obwohl Yellow Guy sich weigert, dies zu akzeptieren. Der sprechende Klumpen Ton beginnt zu einem unabhängigen und fürsorglichen Individuum heranzuwachsen und nennt sich selbst Stain Edwards, obwohl Red Guy ihn langsam in eine exakte Kopie von Duck formt. Yellow Guy kehrt dann zur Begräbnisstätte zurück und gräbt den alten Duck aus, um ihn zurückzubringen – was den Sarg tötet. Yellow und der alte Duck kehren nach Hause zurück, nur um festzustellen, dass sich Stain Edwards vollständig in Duck verwandelt hat. Nachdem die beiden Enten einen Moment nachgedacht haben, akzeptieren sie letztendlich, dass es "vier von uns" gibt, und die Gruppe versucht kurzzeitig, eine neue Show mit den beiden Enten zu starten. Einer von ihnen tötet jedoch abrupt den anderen mit einer Schaufel und erklärt, dass es mit vier von ihnen "nicht funktioniert". |                     | |
| 10 | Family              | 23. September 2022 (TV) |
| Die drei Freunde haben Schwierigkeiten, eine "Familienpackung" Snacks zu öffnen, was dazu führt, dass ein Zwillingspaar auftaucht und anfängt, ihnen das Konzept von Familien beizubringen. Sie bringen die Freunde zu sich nach Hause, wo sie sie ihrem grotesk missgebildeten Vater, Bruder und Großmutter vorstellen. Als sie jedoch Duck aus ihrer Familie ausschließen, landet er wieder im ursprünglichen Haus der Freunde. Red Guy trifft auf den "Familienstammbaum" der Zwillinge, der ihm einen Großteil seines Blutes abnimmt, um ihm bei der Suche nach seiner Familie zu helfen. Doch als Red Guy seine Familie tatsächlich trifft, weisen sie ihn ab, weil er zu ausdrucksstark ist. Yellow Guy wird entführt und als Mutter der Zwillinge verkleidet. Die Zwillinge enthüllen, dass sie nur ihre Familie vervollständigen wollten, um einen Familienrabatt für eine Essenslieferung zu bekommen. Doch Yellow Guys Vater Roy taucht auf und verschlingt die gesamte Familie, während er Yellow Guy entkommen lässt. Die drei Freunde kommen zu dem Schluss, dass Blutsverwandtschaft nicht entscheidend für eine Familie ist, nur um festzustellen, dass in der Familienpackung nur zwei Snacks sind. Red Guy schlägt vor, die beiden Snacks unter dem Trio aufzuteilen, doch Duck fordert lautstark beide für sich. |                     | |
| 11 | Friendship          | 23. September 2022 (TV) |
| Die drei Freunde versuchen, sich für ihren jährlichen "Computer-Tag" mit Colin online zu verbinden, aber Yellow Guy kann sich nicht an das Passwort erinnern, was seine Freunde dazu bringt, ihn zu beleidigen. Ein Wurm namens Warren erscheint, um sie zu tadeln und ihnen beizubringen, was wahre Freundschaft bedeutet. Nachdem sie sich endlich an das Passwort erinnert haben, überprüft das Trio ihre E-Mails, aber Yellow Guy ist enttäuscht, als er feststellt, dass er keine erhalten hat. Yellow Guy zieht sich dann in seinen eigenen Verstand zurück, um Zeit mit seinen "Gehirnfreunden" zu verbringen, aber Warren betritt seinen Verstand und langweilt Yellow Guys imaginäre Freunde entweder zum Verlassen oder zum Selbstmord. In der realen Welt schmilzt Yellow Guy langsam, während Red Guy und Duck im Internet Informationen über die Krankheit ihres Freundes finden. Als sie erkennen, dass das Problem durch "einen Wurm in seinem Gehirn" verursacht werden könnte, sticht Duck Yellow Guy mit einer Nadel ins Ohr und tötet den grotesk missgestalteten Warren. Colin verabschiedet sich glücklich von dem Trio, bevor er ihnen einen futuristisch aussehenden Computer schenkt. Die drei Freunde versöhnen sich und singen zusammen, bevor Yellow Guy den Computer zerstört, was einen Streit zwischen ihnen auslöst, der bis zum Abspann der Episode dauert. |                     | |
| 12 | Transport           | 23. September 2022 (TV) |
| Red Guy ist gelangweilt davon, wie Duck und Yellow Guy das Inventar des gesamten Hauses aufnehmen, und möchte verreisen. Ein älterer Choo Choo Train kommt, um den dreien in einer animierten Sequenz etwas über Transportmittel beizubringen, verwandelt sich dabei in verschiedene Fahrzeuge, stirbt jedoch, als er die Form eines Autos annimmt. Red Guy, verzweifelt zu gehen, schafft es, das Auto zu starten, was den Choo Choo Train wiederbelebt, und durchbricht die Wand ihres Hauses. Yellow Guy, Duck und sogar das Navigationsgerät des Autos versuchen, Red Guy zurück nach Hause zu führen, aber er drückt nur weiter aufs Gaspedal. Das Auto beginnt, Treibstoff zu verlieren, und der Choo Choo Train erwacht dann als Lenkrad des Autos, krank und verwirrt, und bittet sie, ihm sein "besonderes Getränk" zu geben, das bei seiner "Erkrankung" helfen würde. Allerdings hört Red Guy ihn falsch und stopft stattdessen Rosinen in seinen Mund. Während Red Guy weiterfährt, verwandelt sich die fröhliche und farbenfrohe Welt um sie herum in eine trostlose Einöde, und das Auto bricht zusammen. Nun verloren, sitzen die drei Freunde um ein Feuer, das aus dem Lenkrad im Ödland gemacht wurde – bevor Yellow Guy eine Frauenstimme zu hören scheint, die behauptet: "... die Reise endet immer wieder zu Hause", und die Episode abrupt zu einer Live-Action-Szene schneidet, in der eine Hand vorsichtig ein Modell des Autos zurück zum Modell des Hauses der Freunde schiebt. |                     | |
| 13 | Electricity         | 23. September 2022 (TV) |
| Red Guy und Duck versuchen, eine Stromrechnung zu schreddern, bevor ein Roboter namens Electracey aus ihrer elektrischen Box klettert, um ihnen etwas über Elektrizität beizubringen. Yellow Guy enthüllt, dass er wie sie von Batterien betrieben wird, und Duck tauscht Yellow Guys alte fehlerhafte Batterien gegen frische von Electracey aus, was sie einfältig macht und ihn sowohl klug als auch selbstbewusst. Yellow Guy geht nach oben, um das Aussehen ihrer Lehrer zu untersuchen, und findet zuerst immer größere Versionen von Red Guy und Duck sowie mehrere Lehrer, bevor er eine alte Frau namens Lesley findet, umgeben von Requisiten aus früheren Episoden und einem Diorama des Hauses. Sie gibt Yellow Guy ein Buch, das angeblich alle Antworten enthält, die er sucht. In der Zwischenzeit verbrauchen Red Guy und Duck zu viel Strom und verursachen einen Stromausfall. Sie verirren sich und finden tote Versionen all ihrer bisherigen Lehrer (einschließlich Lehrern aus der Webserie und Yellow Guys Vater Roy), bevor Yellow Guy mit dem Buch zurückkehrt. Bevor er ihnen etwas zeigen kann, tauscht Duck seine Batterien zurück gegen die von Electracey, was die Stromversorgung im Haus wiederherstellt, aber Yellow Guy verliert seine neugewonnene Intelligenz und vergisst alles, was er oben gefunden hat. Er schiebt das Buch durch Ducks Schredder, während Duck und Red Guy ihn anfeuern, ohne etwas zu ahnen.                                                    |                     | |

## Besetzung
| Rolle                      | Darsteller/Stimme | Hauptrolle | Nebenrolle |
| -------------------------- | ----------------- | ---------- | ---------- |
| Yellow Guy                 | Baker Terry       | 1–6        |            |
| Duck Guy                   | Baker Terry       | 1–5        | 6          |
| Red Guy                    | Joseph Pelling    | 1–4, 6     | 5 a        |
| Tony the Talking Clock     | Baker Terry       | 2          | 6          |
| Shrignold                  | Baker Terry       | 3          | 6          |
| Fleisch ohne Namen         | Baker Terry       | 5          | 6          |
| Lamp                       | Baker Terry       | 6          |            |
| Colin                      | Joseph Pelling    | 4          | 6          |
| Roy (Vater von Yellow Guy) | keine Stimme      | 6          | 2          |
| Screaming girl             | Kayla Bechor      |            | 2          |
| Notepad                    | Becky Sloan       | 1          | 6          |
| Spinach can                | Becky Sloan       |            | 5–6        |
| Red guys                   | Joseph Pelling    |            | 6          |

## Rezeption

### Webserie
Insbesondere die erste Episode wurde zu einem viralen Hit. Alle sechs Folgen hatten im September 2022 zusammen 230 Millionen Aufrufe auf YouTube gesammelt.
Die Kritiker Scott Beggs und Carolina Mardones zählen den ursprünglichen Kurzfilm als einen der besten Kurzfilme des Filmjahres 2011. Russell Goldman von IndieWire zog nach dem Ende der Webserie ein positives Fazit und hob insbesondere die technisch gelungene Umsetzung der „absurdistischen Perversion von kindlichen Erzählweisen“ hervor.
Zeitgleich mit der Veröffentlichung der Webserie gab es erste Versuche, den Inhalt zu interpretieren. Der Videoproduzent MatPat lieferte eine Erklärung, in der Don’t Hug Me I’m Scared eine Allegorie zum Kinderfernsehen darstellt, das durch Werbekampagnen beeinflusst und verdorben wird. Andere Kritiker zogen Parallelen zur amerikanischer Federal Communications Commission oder der Figur des Großen Bruders aus 1984, die durch verschiedene wiederkehrende Elemente dargestellt werden.

### Fernsehserie
Auch die 2022 veröffentlichte Fernsehserie stieß auf Beliebtheit und positive Kritiken. So lobte eine Rezension des Polygon die erfolgreiche Weiterführung der ikonischen Puppenszenen und des lynch'schen Schockfaktors, der nun aber auch den von britischem Humor gefüllten komödiantischen Einlagen Platz machen müsse. Die Channel-4-Serie sei eine Freude für Fans der Kultserie und biete einen passenden Einstieg für ein größeres Publikum.
Don't Hug Me I'm Scared belegte zudem einige Toplisten der britischen Medien. Die Serie wurde von The Telegraph auf Platz 20, von The Guardian auf Platz 31 und von Radio Times auf Platz 42 der besten Fernsehserien des Jahres 2022 platziert.